# Girovke
Girovke (Centracanthidae), manja, danas nevažeća porodica riba iz reda grgečki koju čine dva roda, spicara i Centracanthus sa svega 8 ili devet vrsta. Rod spicara karakterizira tamna mrlja na bokovima, što nije slučaj kod roda Centracanthus.
Girovke su malene ribe koje žive u velikim jatima, i čest su plijen, kako ribara, tako i ostalim grabežljivim riba. 
Odnedavno su ove ribe klasificirane porodici sparida (Sparidae), točnije od 2014. (Santini et al. 2014:Ref. 95347), za što je napravljen prijedlog još 1995 na sugestiju Garrido-Ramos et al., a kasnije i Hanel & Sturmbauer 2000; Summerer et al. 2001; Orrell et al. 2002; Orrell & Carpenter 2004; Chiba et al. 2009; Hanel & Tsigenopoulos 2011.
Porodica je nosila ime po glavnoj vrsti Centracanthus cirrus.